# Gospel Collection (álbum de Oficina G3)
Gospel Collection é uma coletânea musical da banda de rock Oficina G3, produzido e lançado pela gravadora MK Music, reunindo músicas gravadas em eventos ao vivo promovidos pelo selo. Desta forma, o trabalho contém fases distintas da banda, com o cantor PG nos vocais, a fase de Juninho Afram nos vocais, e a mais recente, com Mauro Henrique.

## Contexto
A série Gospel Collection reuniu performances ao vivo de artistas ligados à MK Music, inicialmente exclusivos em formato físico para distribuição nas Lojas Americanas. No caso da banda Oficina G3, foram selecionadas performances de shows da banda em festivais da gravadora, como Canta Rio (2002), Canta Zona Sul (2004) e Louvorzão (2008). Além disso, foram incluídas faixas dos DVDs O Tempo (2001) e D.D.G. Experience (2010).

## Lançamento e recepção
| Críticas profissionais | Críticas profissionais |
| Avaliações da crítica  | Avaliações da crítica  |
| Fonte                  | Avaliação              |
| ---------------------- | ---------------------- |
| O Propagador           | [ 4 ]                  |
| Super Gospel           | (misto)                |

Gospel Collection foi lançado pela gravadora MK Music em setembro de 2014. O projeto recebeu avaliações mistas a positivas. O guia discográfico do O Propagador atribuiu uma cotação de 3 estrelas de 5, com a justificativa de que a obra é a melhor coletânea do Oficina G3 produzida pela MK Music, e que "Gospel Collection é atraente pelas performances ao vivo da Oficina G3 enquanto trio. A inclusão de gravações de O Tempo e D.D.G. Experience, no entanto, pouco acrescentam".
A avaliação do Super Gospel foi mista. Em texto de Tiago Abreu, é defendido que "o ponto mais estranho do disco seja reunir tantas apresentações com formações distintas, o que é natural, visto as mudanças ocorridas na estrutura interna da Oficina G3".

## Faixas
Faixas 1 e 2 gravadas no Louvorzão 2008. Faixa 5 gravada durante o Canta Rio 2002. Faixas 3, 4, 6 e 7 gravadas no Canta Zona Sul, em 2004. Faixas 8 a 10 gravadas no D.D.G. Experience, em 2009. Faixas 11 a 13 gravadas no O Tempo, em 2001.
| N.º            | Título                           | Compositor(es)                                  | Vocais                                      | Duração |  |
| 1.             | "Além do que os Olhos Podem Ver" | Juninho Afram, Duca Tambasco e Jean Carllos     | Juninho Afram                               | 4:17    |  |
| 2.             | "Cura-me"                        | Juninho Afram, Duca Tambasco e Jean Carllos     | Juninho Afram                               | 3:54    |  |
| 3.             | "Até Quando?" (Humanos)          | Juninho Afram, Duca Tambasco, Jean Carllos e PG | Jean Carllos e Juninho Afram                | 6:06    |  |
| 4.             | "Minha Luta"                     | Juninho Afram, Duca Tambasco, Jean Carllos e PG | Juninho Afram                               | 4:21    |  |
| 5.             | "O Caminho"                      | Juninho Afram e PG                              | PG                                          | 3:58    |  |
| 6.             | "Onde Está?"                     | Juninho Afram, Duca Tambasco, Jean Carllos e PG | Juninho Afram, Duca Tambasco e Jean Carllos | 5:42    |  |
| 7.             | "Te Escolhi"                     | Juninho Afram, Duca Tambasco, Jean Carllos e PG | Juninho Afram                               | 3:57    |  |
| 8.             | "Mais Alto"                      | Juninho Afram, Duca Tambasco e Jean Carllos     | Juninho Afram e Mauro Henrique              | 3:33    |  |
| 9.             | "Continuar"                      | Gabriel Louback e Renato Pimenta                | Mauro Henrique                              | 4:27    |  |
| 10.            | "Incondicional"                  | Marcelo Elias, Mauro Henrique e Josué Alves     | Mauro Henrique                              | 6:38    |  |
| 11.            | "Perfeito Amor"                  | Juninho Afram, Duca Tambasco e PG               | PG e Juninho Afram                          | 3:53    |  |
| 12.            | "Atitude"                        | PG e Juninho Afram                              | PG                                          | 3:21    |  |
| 13.            | "Tua Voz"                        | PG                                              | PG e Juninho Afram                          | 3:33    |  |
| Duração total: | Duração total:                   | Duração total:                                  | Duração total:                              | 57:45   |  |

## Ficha técnica
A seguir estão listados os músicos e técnicos envolvidos na produção de Gospel Collection:
Banda
- Juninho Afram - vocal, guitarra, violão
- Walter Lopes - bateria (faixas 11, 12 e 13)
- Duca Tambasco - baixo e vocal
- Jean Carllos - teclado e vocal
- Mauro Henrique - vocal (faixas 8, 9 e 10)
- PG - vocal (faixas 5, 11, 12 e 13)

Músicos convidados
- Alexandre Aposan - bateria (faixas 1, 2, 8, 9 e 10)
- Lufe - bateria (faixas 3, 4, 5, 6 e 7)
- Celso Machado - violão e guitarra (faixas 1, 2, 8, 9 e 10)
- Déio Tambasco - guitarra (faixas 3, 4, 6 e 7)